# Paraxerus cooperi
Paraxerus cooperi is een zoogdier uit de familie van de eekhoorns (Sciuridae). De wetenschappelijke naam van de soort werd voor het eerst geldig gepubliceerd door Hayman in 1950.

## Voorkomen
De soort komt voor in Kameroen.